# Liste der Biografien/Vow
Liste der Biografien |
Portal Biografien |
Personensuche
# |
A |
B |
C |
D |
E |
F |
G |
H |
I |
J |
K |
L |
M |
N |
O |
P |
Q |
R |
S |
T |
U |
V |
W |
X |
Y |
Z |
?
 
Va |
Vd |
Ve |
Vh |
Vi |
Vj |
Vl |
Vn |
Vo |
Vr |
Vs |
Vt |
Vu |
Vy
 
Voa |
Vob |
Voc |
Vod |
Voe |
Vof |
Vog |
Voh |
Voi |
Voj |
Vok |
Vol |
Vom |
Von |
Voo |
Vop |
Vor |
Vos |
Vot |
Vou |
Vov |
Vow |
Vox |
Voy |
Voz
Die Liste der Biografien führt alle Personen auf, die in der deutschsprachigen Wikipedia einen Artikel haben. Dieses ist eine Teilliste mit 13 Einträgen von Personen, deren Namen mit den Buchstaben „Vow“ beginnt.

## Vow

### Vowe
- Vowe, Gerhard (* 1953), deutscher Politik- und Medienwissenschaftler
- Vowe, Paul Gerhart (1874–1937), deutscher Maler
- Vowell, Sarah (* 1969), US-amerikanische Autorin, Journalistin, Essayistin und Gesellschaftskritikerin

### Vowi
- Vowinckel, Annette (* 1966), deutsche Geschichtswissenschaftlerin
- Vowinckel, Antje (* 1964), deutsche Feature-, Hörspielautorin und -produzentin
- Vowinckel, Dana (* 1996), deutsche Schriftstellerin und Lyrikerin
- Vowinckel, Ernst (1828–1904), deutscher Kaufmann und Politiker
- Vowinckel, Gerhard (* 1946), deutscher Soziologe
- Vowinckel, Hans-August (1906–1941), deutscher Schriftsteller
- Vowinckel, Helga (1930–1986), deutsche Kernkraftgegnerin
- Vowinkel, Bernd (1947–2025), deutscher wissenschaftlicher Mitarbeiter und Sachbuchautor
- Vowinkel, Ernst (1823–1879), preußischer Landrat des Kreises Meisenheim

### Vowl
- Vowles, James (* 1979), britischer Motorsport-IngenieurJames Vowles (* 1979)

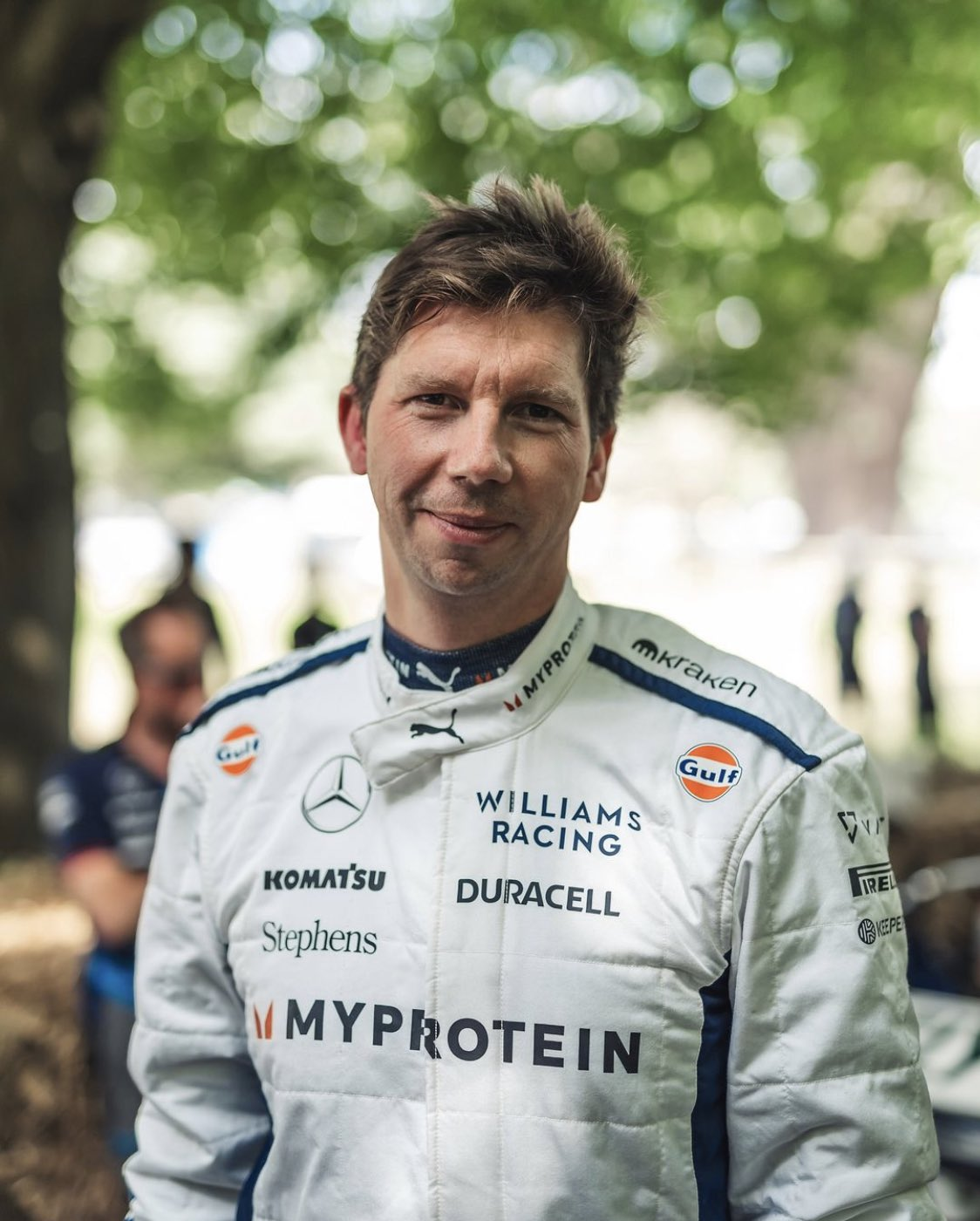
James Vowles (* 1979)